# József Sákovics
József Sákovics (Budapest, 26 luglio 1927 – Budapest, 2 gennaio 2009) è stato uno schermidore ungherese, vincitore di una medaglia d'argento e due di bronzo nella scherma ai Giochi olimpici.
Era il marito di Lídia Dömölky-Sákovics.